# Gerhard Hubert Balg
Gerhard Hubert Balg (1852–1933) est un philologue, germaniste et latiniste américain d'origine prussienne. 

## Biographie
Gerhard Hubert Balg naît le 11 novembre 1852 à Efferen (de), près de Cologne, en Allemagne. Il émigre aux États-Unis en 1871, étudie à l'université du Wisconsin, puis revient en Europe compléter ses études aux universités de Fribourg et de Heidelberg. Il retourne en Amérique et devient professeur de latin et d'allemand à la Mayville High School (Wisconsin) (en).
Gerhard Hubert Balg s'intéressa particulièrement à la langue gotique et traduisit notamment en anglais un ouvrage de Wilhelm Braune sur la grammaire gotique (de).
Il meurt le 28 septembre 1933 à Mayville, dans le Wisconsin.

## Publications sélectives
- A Gothic grammar with selections for reading and a glossary (traduction en anglais de la 2e édition de Gotische Grammatik. Mit Lesestücken und Wörterverzeichnis (1880), de Wilhelm Braune), New York : Westermann & Company, 1883 (lire en ligne)[4].
- A comparative glossary of the Gothic language with especial reference to English and German, New York : Westermann & Company, 1889 (lire en ligne).
- The first Germanic bible, New York : Westermann & Company, 1891 (lire en ligne).